# Jean II Brinon
Pour les articles homonymes, voir Jean Brinon et Brinon.
Jean II Brinon est un parlementaire, lettré, mécène et bibliophile français, né vers 1520 et mort à Paris en 1555.

## Biographie
Jean II Brinon est le fils unique de Jean I Brinon et de Pernelle de Perdriel, dame de Médan. Né vers 1520, il n’a qu’environ huit ans à la mort de son père en avril 1528, et hérite une fortune considérable ; il a pour tuteur Nicolas Séguier, seigneur de Saint-Cyr et conseiller des comptes. On lui donne pour précepteur Louis Chesneau. Jean II étudie le droit à Orléans ; il est ensuite reçu le 10 décembre 1544 officier en la Chambre des comptes, puis devient conseiller du Roi au Parlement de Paris. Il achète en 1545 l'Hôtel de Laval pour 8000 livres, et obtient une charge de maître des Requêtes, que sa mort prématurée l’empêchera d’exercer.
À Paris, Jean II Brinon s’entoure de poètes et d’humanistes, les régale et les convie dans son domaine de Médan, les rétribue pour leurs dédicaces et leur fait des cadeaux fréquents. Outre les dédicaces qu’il reçoit, détaillées plus bas, des témoignages importants le montrent en mécène actif et généreux :
- celui de Pierre Belon, qui dans son Histoire de la nature des oyseaux (1555) rappelle au Livre IV les séjours passés à Médan durant l’été 1551, avec Jean Dorat, Nicolas Denisot et autres, avec chasses, canotage, promenades et improvisations poétiques diverses[8].
- celui de Jean-Antoine de Baïf ensuite, qui dans le premier livre de ses Mimes, enseignemens et proverbes (Paris : Lucas Breyer, 1576) cite Brinon dans une longue satire, publiée dans une seconde édition augmentée. Les vers 1795-1824 mettent en scène un certain Norbin, anagramme de Brinon, l’évoquent sans complaisance mais avec affection, le montrent sympathique, nonchalant, dépensier, généreux, jouisseur. Il aurait mangé sa fortune en cinq ans, probable allusion à la période 1549-1555. D’autres pièces de Baïf, évoquent encore Brinon, notamment dans le troisième livre des Passetems ou dans les Eglogues[9]. Baïf disait de lui : Quel escrivant florissoit par la France / De qui Brinon n’ait gaigné l’accointance[10] ?
- celui de Pierre de Ronsard, enfin, qui est le témoignage d’un proche. La première édition de ses Meslanges, de 1555, contient sept pièces offertes au mécène ; Brinon est aussi cité dans l’élégie à Janet, peintre du roi. La seconde édition, parue la même année avec au titre la mention Dédiée à Jan Brinon. Seconde édition, suit la mort de Brinon et contient deux pièces supplémentaires[11].

Te serai-je toujours redevable, Brinon ?
Je pensoi estre quitte en paiant un canon,
Une dague, un Bacus, un verre, une alumelle,
Et voicy de rechef une debte nouvelle.
Outre les noms ci-dessus, il existe encore des pièces mineures qui le citent, dans les œuvres de René Guillon, Olivier de Magny,  Étienne Pasquier, Jacques Peletier du Mans et Jacques Tahureau, André de Rivaudeau ou Louis Chesneau son ancien précepteur.
Brinon meurt en mars 1555, à trente-cinq ans. À l’initiative de Jean Dorat, ses amis poètes font imprimer chez André Wechel un Tombeau en deux feuillets, qui regroupe des pièces françaises ou néo-latines, dues aux plumes de Ronsard, Étienne Jodelle, Guillaume Aubert, Rémy Belleau, Helias Andreas, du Toulousain Bernard Du Poey Du Luc et d’un mystérieux Calliste. Il s’est ruiné, semble-t-il, dans sa vie de plaisirs, devant vendre une maison en décembre 1551, cédant la majeure part de ses terres en juin 1553 à Charles de Lorraine, archevêque de Reims, disputant avec le roi les terres et châtellenies de Rémy, Gournay et Moyenneville en 1554. Il est mort sans alliance ni postérité, et ne subsisteront que des branches cadettes pour perpétuer le nom de la famille Brinon.

## Œuvres
Il publie vers 1548-1550 Les Amours de Sydere, œuvre perdue citée seulement par La Croix Du Maine.

## Dédicaces

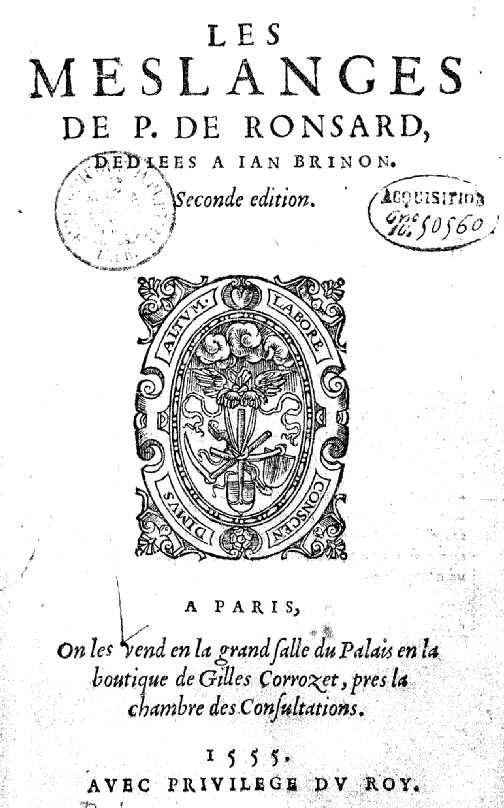
Page de titre des Meslanges de Pierre de Ronsard, dédiés à Jean Brinon (Paris : 1555). (Paris BNF).

Entre 1549 et 1555, période qui précède directement sa mort, plusieurs ouvrages lui sont dédiés par des auteurs souvent importants. Ces dédicaces révèlent un entourage de poètes bien sûr, mais aussi d’hellénistes (Thomas Sébillet et Gabriel Bounin) et de musiciens, tels Claude Martin et Claude Goudimel, qui venaient émailler un cercle poético-musical assez serré.
- François Habert. Le Temple de chasteté, avec plusieurs épigrammes... Paris : Michel Fezandat, 1549. 8°. Contient aussi une épitaphe pour Jean I Brinon et deux pour sa femme.
- L'Iphigène d'Euripide, poète tragiq. tourné de grec en françois par l'auteur de l'Art poétique [Thomas Sebillet]. Paris : Gilles Corrozet, 1549 ou 1550. 8°, 75 f.
- Claude Martin. Elementorum musices practicae pars prior, libris duobus absoluta, nunc primùm in lucem aedita... Paris : Nicolas Du Chemin, 1551. 4° obl., 48 p. Lesure 1553 no 7, dédicace reproduite p. 280.
- Claude Goudimel. Premier livre contenant huyct pseaulmes de David, traduictz par Clement Marot, & mis en musique au long (en forme de mottetz)... Paris : Nicolas Du Chemin, 1551. 4 vol. 4° obl. Lesure 1953 no 17, dédicace publiée dans Brenet 1898.
- Marc Antoine Muret. Juvenilia. Paris : Veuve Maurice de La Porte, 1553. 8°, 126 p.
- Claude Colet, trad. Le Neufvième livre d’Amadis de Gaule, auquel sont contenus les gestes de dom Florisel de Niquée, surnommé le Chevalier de la Bergere. Paris : Vincent Sertenas, 1553. 2°.
- Didier Érasme. Les troys derniers livres des Apophtegmes, c'est-à-dire brièves & subtiles rencontres recueillies par Erasme. Paris : Étienne Groulleau, 1553. 8°, [8]-192 f. Édition partagée avec Vincent Sertenas. La traduction est d’Étienne des Planches.
- Louis-François Le Duchat (de Troyes). Praeludiorum lib. III. Paris : Jean Caveiller, 1554.
- Gabriel Bounin, trad. Les Œconomiques d'Aristote, c'est-à-dire la manière de bien gouverner une famille, nouvellement traduictes de grec en françois. Paris : Michel de Vascosan, 1554. 8°, 16 f.
- Charles Fontaine. S’ensuyvent les ruisseaux de Fontaines : œuvre contenant epitres, elegies, chants divers, epigrammes, odes & estrenes pour cette presente année 1555. Lyon : Thibauld Payen, 1555. 8°, 366 p.
- Pierre de Ronsard. Les Meslanges de P. de Ronsard, dédiées à Jan Brinon. Seconde édition. Paris : Gilles Corrozet, 1555. 8°, 106 p.

## Reliures et bibliophilie

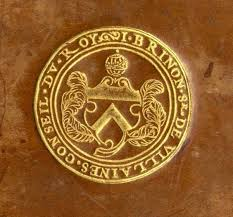
Un des fers des reliures de Jean II Brinon, à ses armes (Lyon BM).

Brinon a été amateur de belles reliures, faisant relier ses livres dans un style assez homogène. Ses reliures, presque toujours en veau blond ou fauve, portent des filets, neuf monogrammes et ses armes, entourés de la devise « ESPOIR ME TORMENTE » ou de sa marque « I • BRINON • SR • DE VILLAINES • CONSEIL • DV • ROY ». On distingue deux manières, la première sur six livres parus entre 1515 et 1545, la seconde sur cinq livres publiés entre 1539 et 1551. Ces reliures sont très caractéristiques par leurs monogrammes et leurs armes, que Brinon est un des premiers à faire porter sur ses reliures. Il existe encore un Aristophane de 1498, à la reliure atypique et ayant ensuite appartenu à Jacques de Malenfant. Enfin, Brinon a possédé un manuscrit du Roman de la Rose.